# Рубан Вадим Миколайович
Вадим Миколайович Рубан (рос. Вадим Николаевич Рубан; 13 червня 1964, Новосибірськ) – російський шахіст, гросмейстер від 1991 року.

## Шахова кар'єра
Перші значні успіхи припадають на кінець 1980-х років. 1988 року переміг (разом з Ратміром Холмовим) фіналі чемпіонату РРФСР, що відбувся у Воронежі, крім того 1989 року поділив 2-ге місце в Подольську (позаду Максима Сорокіна, разом з Юрієм Яковичем, Ельмаром Магеррамовим i Юрієм Круппою). 1990 року переміг у Сочі (меморіал Михайла Чигоріна), а також у Мішкольці (разом з Петером Лукачем), у 1991 році посів 1-ше місце в Анапі, поділив 4-9-те місця (позаду Арташесом Мінасяном, Ельмара Магеррамова i Володимира Єпішина, разом із, зокрема, Віорелом Бологаном i Олексієм Вижманавіним) в останньому фіналі чемпіонату СРСР, а також посів 2-ге місце (позаду Михайла Улибіна) в Санта-Кларі. 1992 року переміг у Нерресундбі, a 1995 року поділив 2-ге місце (позаду Валерія Філіппова, разом з Леонідом юдасіним i Андрієм Харловим) у Кемерово. Від 1997 року не бере участі в турнірах під егідою ФІДЕ.
Найвищий рейтинг Ело в кар'єрі мав станом на 1 січня 1993 року, досягнувши 2595 пунктів ділив тоді 55-60-те місця в світовій класифікації ФІДЕ, водночас посідав 14-те місце серед російських шахістів.